# Cor grecesc

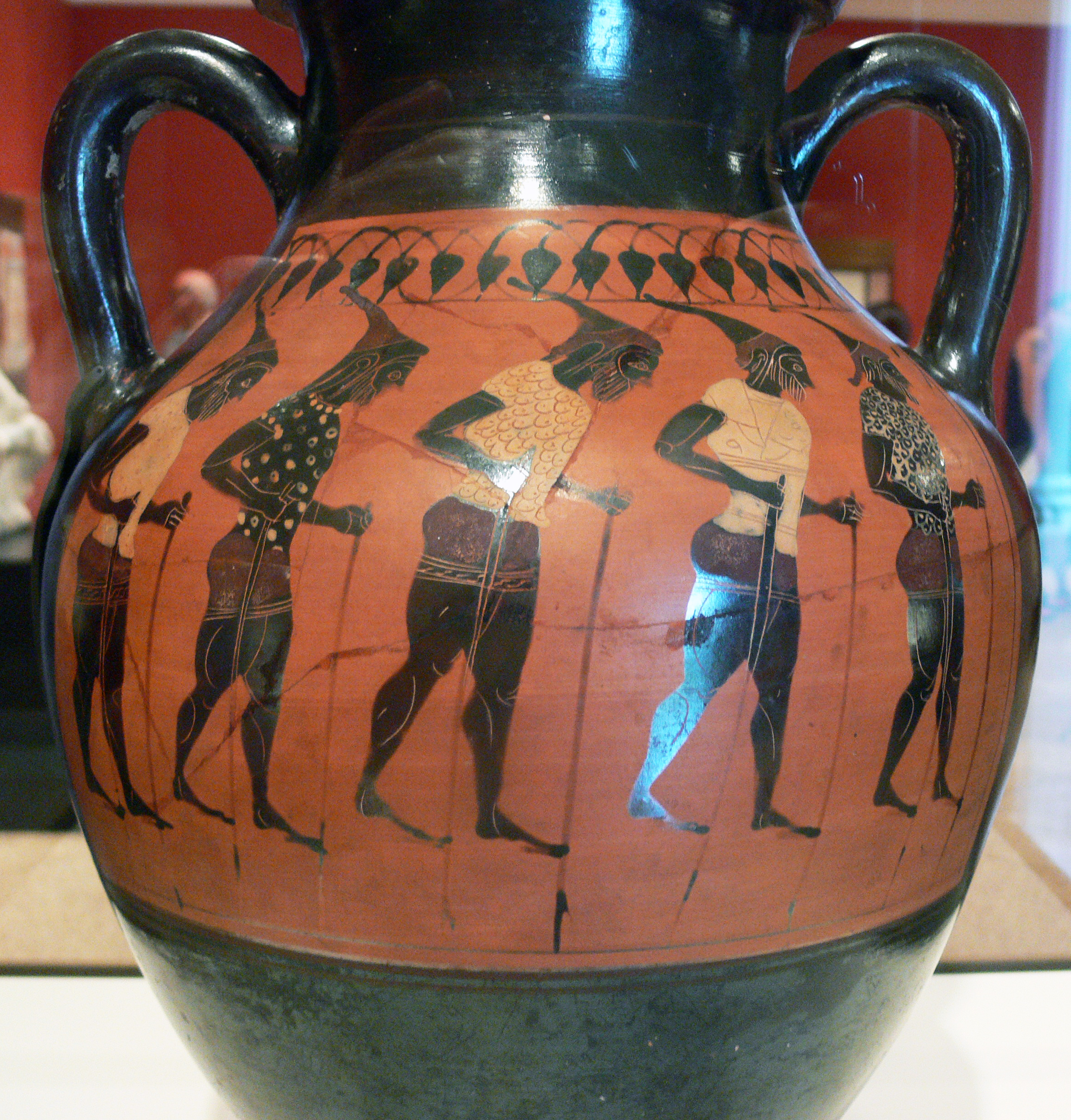
Vila Getty – vas pictat cu un cor de personaje pe picioroange – inv. VEX.2010.3.65

Un cor grecesc sau pur și simplu un cor (în greacă veche χορός, horos) în contextul tragediilor și comediilor antice grecești, precum și al pieselor moderne de teatru inspirate de ele, este un grup omogen și neindividualizat de artiști, care comentează acțiunea dramatică cu o voce colectivă. Corul cuprindea între 12 și 50 de membri, care dansau, cântau sau rosteau replicile la unison și, uneori, purtau măști.

## Etimologie
Istoricul H. D. F. Kitto susține că termenul „cor” oferă indicii despre rolul lui în piesele de teatru din Grecia Antică: „verbul grecesc choreuo, „sunt un membru al corului”, are sensul de „dansez”. Cuvântul odă nu înseamnă ceva recitat sau declamat, ci „un cântec”. „Orchestra”, în care se afla corul, este literalmente un „ring de dans”.” De aici se poate deduce faptul că membrii corului cântau poezii și dansau.

## Funcția dramatică
Piesele teatrului antic grecesc au inclus întotdeauna un cor care oferea o varietate de informații care ajutau publicul să înțeleagă spectacolul. Corul comenta temele piesei și, după cum a susținut August Wilhelm Schlegel la începutul secolului al XIX-lea, arătau cum ar trebui să reacționeze publicul la dramele petrecute pe scenă. Potrivitlui Schlegel, corul este „spectatorul ideal” și transmite spectatorului real „o expresie lirică și muzicală a propriilor emoții și îl înalță în zona de contemplare”. În multe din aceste piese de teatru, corul dezvăluia publicului ceea ce personajele principale nu puteau rosti precum secretele sau temerile ascunse. Corul prezenta de multe ori perspectivele celorlalte personaje.
Unii cercetători literari au susținut că și corul ar trebui să fie considerat un actor. În opinia lor Sofocle îi este superior lui Euripide în ceea ce privește scrierea porțiunilor interpretate de cor. Dintre cei doi, Sofocle a câștigat mai multe concursuri dramatice. Pasajele sale corale sunt mai relevante pentru acțiune și mai integrate în tragedii, în timp ce corurile euripidiene au o mai mică legătură cu intriga și sunt adesea spectatoare. Aristotel a declarat în Poetica:
„Corul trebuie să fie privit ca unul dintre actori; el trebuie să fie o parte integrantă a întregului și să ia parte la acțiune, nu în felul lui Euripide, ci în cel al lui Sofocle.”
Corul reprezintă pe scenă populația generală a povestirii, în contrast cu multe dintre temele pieselor antice grecești care tindeau să fie despre eroi, zei și zeițe. Membrii corului aveau adesea același sex cu personajul principal. În tragedia Agamemnon a lui Eschil corul era alcătuit din bărbați în vârstă din Argos, în Bacantele lui Euripide erau format dintr-un grup de bacante din est, iar în Electra lui Sofocle corul reprezintă femeile din Argos. Cu toate acestea, corul din Eumenidele lui Eschil este format din Furiile răzbunătoare.

## Structura și dimensiunea corului
Versurile odelor corale oferă dovezi că au fost cântate. Structura silabică normală are sunete lungi, care sunt duble în comparație cu sunetele scurte. Totuși, unele versuri în odele grecești au silabe lungi, care sunt egale cu 3, 4 și 5 silabe mai scurte. Cuvintele rostite nu pot produce acest efect, ceea ce sugerează că erau cântate.
Corul era format inițial din cincizeci de membri, dar unii dramaturgi de mai târziu i-au schimbat dimensiunea. Eschil a redus probabil numărul membrilor corului la doisprezece, în timp ce Sofocle l-a mărit din nou la cincisprezece. Cincisprezece membri au fost folosiți de Euripide și Sofocle în tragedii. Corul se afla în cadrul orchestrei. Erau folosiți douăzeci și patru de membri în comedii.

## Activitatea scenică
Corul a îndeplinit mai multe activități pe scenă, cântând, dansând, narând și interpretând. Există dovezi că vorbirea sa conținea componente ritmice puternice.
Membrii corului comunicau adesea în formă cântată, dar, uneori, își rosteau replicile la unison. Corul trebuia să lucreze la unison pentru a contribui la explicarea piesei deoarece pe scenă se aflau doar unul sau trei actori, iar fiecare dintre ei interpreta mai multe roluri. Când teatrul grecesc a devenit tot mai complex, acțiunile corului au trebuit să fie exagerate și vocile membrilor lui au trebuit să devină tot mai clare, astfel încât toată lumea să-i poată vedea și auzi. Pentru a face acest lucru, s-au folosit tehnici ca sincronizarea, ecoul și utilizarea de măști. Un cor grecesc era condus adesea de un corifeu. El îndeplinea, de asemenea, rolul de echivalent antic al cortinei, deoarece intrarea membrilor corului numită parodos (procesiunea de intrare) semnifica începerea piesei și ieșirea lor numită exodos (procesiunea de ieșire) semnifica încheierea piesei.

## Declinul corului în antichitate
Înainte de introducerea unor actori multipli care interacționau unii cu alții de către Eschil, corul grecesc era principalul interpret în relația cu un actor solitar. Importanța corului s-a redus începând din secolul al V-lea î.Hr, când corul a început să fie separat de acțiunea dramatică. Dramaturgii ulteriori au folosit mai puțin corul decât predecesorii lor. Pe măsură ce dialogul a devenit mult mai important, corul a apărut tot mai puțin. Cu toate acestea, istoricul Alan Hughes susține că nu a avut loc un declin, ci mai degrabă dizolvarea lentă a unei forme în alta:
„În perioada de apogeu, putea fi realizată o artă a spectacolului, amestecând muzica, poezia și dansul, interpretate de choreutai și acompaniați de diverși muzicieni. Aceasta nu este nici ameliorare, nici declin: este pur și simplu o schimbare.”

## Coruri moderne
Teatrul muzical și grand opera includ uneori un cor de cântăreți care are un rol similar cu cel al corului grecesc, după cum se menționează în Six Plays by Rodgers and Hammerstein: „corul de cântăreți este folosit frecvent pentru a interpreta reacțiile mentale și emoționale ale personajelor principale, în maniera unui cor grecesc”.
În timpul Renașterii italiene a existat un interes reînnoit față de teatrul din Grecia Antică. Camerata Florentină a realizat primele opere din intermezzo-uri care au avut rolul de momente comice sau muzicale în dramele vremii. Ele s-au bazat în întregime pe corul grecesc, după cum susține istoricul H.C. Montgomery.
Richard Wagner a discutat pe larg despre drama greacă și corul grecesc în scrierile sale, inclusiv în „Arta și revoluția”. Lucrarea sa cea mai întinsă, Der Ring des Nibelungen (Inelul Nibelungilor), este realizată în stilul trilogiei tragice Orestia cu paralele în ceea ce privește ritmul și structura generală (ambele au trei părți, cu excepția lui Das Rheingold, preludiul la Inelul Nibelungilor). Wagner a spus: „Istoria mi-a oferit un model pentru acea relație ideală a teatrului cu publicul pe care am avut-o în minte. Am găsit-o în drama Greciei Antice”. Un cor grecesc este utilizat, de asemenea, în filmul Mighty Aphrodite al lui Woody Allen, în care corul dă sfaturi nevroticului personaj principal.